# Claude Perron
Pour les articles homonymes, voir Perron.
 (janvier 2024).
Claude Perron, née le 23 janvier 1966 à Nantes, est une actrice française.

## Biographie
Claude Perron étudie le théâtre au Conservatoire de Nantes, sa ville natale, puis au Conservatoire national supérieur d'art dramatique de Paris durant trois ans.
En 1989, elle débute au théâtre 13 dans La mer est trop loin de Jean-Gabriel Nordmann. Suit une collaboration scénique avec le metteur en scène Robert Cantarella, toujours au théâtre 13, mais aussi au théâtre national de la Colline et au festival d'Avignon, où elle joue également, en 1995, dans la création de La Servante, pièce écrite et mise en scène par Olivier Py.
En 1996, elle fait ses débuts au cinéma dans Bernie, le premier film d’Albert Dupontel, qui l'a fait à nouveau tourner dans Le Créateur et Enfermés dehors.
En 2000, elle apparaît en étrange tenancière de sex-shop dans Le Fabuleux Destin d'Amélie Poulain de Jean-Pierre Jeunet. Elle alterne dès lors entre les films d'auteur et les films grand public, avec des comédies (Après la réconciliation de Anne-Marie Miéville où elle donne la réplique à Jean-Luc Godard, Laisse tes mains sur mes hanches de Chantal Lauby, Cause toujours de Jeanne Labrune) mais aussi des drames ou des films de genre (Le Convoyeur de Nicolas Boukhrief, La Horde).
De 2012 à 2016, elle est un des visages de la série de Canal+ WorkinGirls.
En 2013, elle joue un seul en scène intitulé Je suis drôle, au Lucernaire. En 2014, elle incarne l’écrivaine Zelda Fitzgerald dans Brûlez-la! Zelda la Magnifique, mis en scène par Michel Fau, notamment au Théâtre du Rond-Point.
En 2018, elle commence une carrière plus internationale en jouant Tartuffe de Molière au Théâtre Royal Haymarket avec Paul Anderson)
Elle retrouve le metteur en scène Michel Fau en 2020 au Théâtre de la Madeleine pour Trahisons de Harold Pinter, aux côtés de Roschdy Zem.
À l'international, après une brève apparition en 2020 dans la série phénomène Emily in Paris, elle tourne dans la série Cristobal Balenciaga (série télévisée) puis dans la série britannique Belgravia, The Next Chapter produite par MGM+, suite de la série Belgravia, créée par Julian Fellowes (Downton Abbey) d’après son roman éponyme.
En 2022, elle tourne à nouveau avec Jean-Pierre Jeunet dans son film Big Bug.

## Filmographie
Sauf indication contraire, les informations mentionnées dans cette section peuvent être confirmées par les bases de données cinématographiques  présentes dans la section « Liens externes ».

### Cinéma

#### Longs métrages
- 1996 : Bernie d'Albert Dupontel : Marion
- 1999 : Le Créateur d'Albert Dupontel : Chloé Duval
- 1999 : Le Conte du ventre plein de Melvin Van Peebles
- 1999 : Du bleu jusqu'en Amérique de Sarah Lévy : Mademoiselle Guerensky
- 1999 : Après la réconciliation d'Anne-Marie Miéville : Cathos
- 2000 : Le Fabuleux Destin d'Amélie Poulain de Jean-Pierre Jeunet : Eva
- 2002 : Laisse tes mains sur mes hanches de Chantal Lauby : Nathalie
- 2002 : Rencontre avec le dragon d'Hélène Angel : Isabelle de Ventadour
- 2003 : Le Convoyeur de Nicolas Boukhrief : Nicole
- 2003 : Cause toujours ! de Jeanne Labrune : Judith
- 2003 : À boire de Marion Vernoux : Madame Guibal
- 2004 : Mon Ange de Serge Frydman : Peggy
- 2006 : Belhorizon d'Inès Rabadán : Anabelle
- 2006 : Enfermés dehors d'Albert Dupontel : Marie
- 2007 : Suzanne de Viviane Candas : Sabine
- 2007 : Chrysalis de Julien Leclercq : Miller
- 2008 : Cortex de Nicolas Boukhrief : Béatrice
- 2009 : La Horde de Yannick Dahan et Benjamin Rocher : Aurore
- 2011 : Et soudain, tout le monde me manque de Jennifer Devoldère : Suzanne
- 2013 : Vive la France de Michaël Youn : l'employée de la sécu
- 2013 : Un nuage dans un verre d'eau de Srinath Samarasinghe
- 2014 : Tu veux ou tu veux pas de Tonie Marshall : Fabienne Lavial
- 2014 : On a marché sur Bangkok d'Olivier Baroux : Dominique Broux
- 2015 : Belles Familles de Jean-Paul Rappeneau : Fabienne
- 2015 : Cinématon #2905 de Gérard Courant : elle-même
- 2016 : Ils sont partout de Yvan Attal : Christiane
- 2017 : Le Brio de Yvan Attal : la dame au chien
- 2018 : Love Addict de Frank Bellocq : Régine
- 2018 : Bécassine ! de Bruno Podalydès : Madame Bongenre
- 2019 : Celle que vous croyez de Safy Nebbou : Solange
- 2019 : Notre dame de Valérie Donzelli : Monique Delatour
- 2020 : Villa Caprice de Bernard Stora : Carole Pertini
- 2021 : Haute Couture de Sylvie Ohayon : Andrée
- 2022 : Big Bug de Jean-Pierre Jeunet : Monique
- 2022 : Jumeaux mais pas trop d'Olivier Ducray et Wilfried Méance : Claire
- 2023 : Wahou ! de Bruno Podalydès : Mandataire
- 2023 : Jeff Panacloc : À la poursuite de Jean-Marc de Pierre-François Martin-Laval : Lieutenant Alice
- 2023 : Le Voyage en pyjama de Pascal Thomas : Sybille

#### Court métrage
- 2011 : Zoo de Nicolas Pleskof : Emmanuelle

### Télévision

#### Séries télévisées
- 2006 : Sable noir : Marianne
- 2011 : Le Repaire de la vouivre : Claire Koenig
- 2012 - 2016 : WorkinGirls : Karine
- 2013 : Les Petits Meurtres d'Agatha Christie : Claude Kerrigan
- 2016 : Les Hommes de l'ombre : Caroline Vitoz
- 2018 : Groom : Mademoiselle Rosier
- 2019 : Le Voyageur : Juge Elgouarch
- 2019 : Calls : la mère adoptive de Yoko (voix)
- 2019 : Les Rivières pourpres : Caroline de Montferville
- 2020 : Emily in Paris : Patricia
- 2024 : Cristobal Balenciaga (série télévisée) : Renée Tamisier

#### Téléfilms
- 2007 : Les Cerfs-Volants de Jérôme Cornuau : Madame Estherzay
- 2007 : Nos familles de Siegrid Alnoy : la mère adoptive de Paul
- 2007 : Autopsy de Jérôme Anger : Anne Mercadier
- 2010 : Face au volcan tueur de Jérôme Cornuau : Katia Krafft
- 2015 : L'Annonce de Julie Lopes-Curval : Nicole
- 2015 : Le Passe-muraille de Dante Desarthe : Véronique
- 2022 : Qu'est-ce qu'on va faire de Jacques ? de Marie Garel-Weiss : Estelle

## Doublage
- 2019 : Fleabag : ? (saison 2, épisode 4)
- 2025 : Dragons : Burnheart (Andrea Ware)

## Théâtre
Sauf indication contraire ou complémentaire, les informations mentionnées dans cette section peuvent être confirmées par la base de données Les Archives du spectacle.
- 1989 : La Mer est trop loin de et mise en scène Jean-Gabriel Nordmann
- 1990 : Scènes de la grande pauvreté de Sylvie Péju, mise en scène Marcel Bozonnet
- 1990 : Le Voyage d’Henri Bernstein, mise en scène Robert Cantarella, Théâtre 13, Théâtre de Nice
- 1992 : Sourire des mondes souterrains de Lars Norén, mise en scène Robert Cantarella, Théâtre national de la Colline
- 1992 : Le Sang chaud de la terre de Christophe Huysman, mise en scène Robert Cantarella et Philippe Minyana
- 1992 : Le Siège de Numance de Miguel de Cervantes, mise en scène Robert Cantarella, Festival d'Avignon
- 1993 : La Dame aux camélias d'Alexandre Dumas, mise en scène de X. Maurel
- 1993 : Le Renard du nord de Noëlle Renaude, mise en scène Robert Cantarella, Théâtre Ouvert, Théâtre 13
- 1994 : Le Nouveau Menoza de Jakob Lenz, mise en scène Laurent Gutmann
- 1995 : La Servante, le pain de Roméo d'Olivier Py
- 2000 : Edmond de David Mamet, mise en scène Pierre Laville, Théâtre du Rond-Point
- 2003 : Le Balcon de Jean Genet, mise en scène Laurent Gutmann
- 2003 : Soucis de famille de Karl Valentin, mise en scène Gilles Cohen
- 2006 : Jusqu'à ce que la mort nous sépare de Rémi De Vos, mise en scène Éric Vigner : Anne
- 2010 : Pollock de Fabrice Melquiot, mise en scène de Paul Desveaux : Lee Krasner
- 2013 : Je suis drôle Fabrice Melquiot, mise en scène de Paul Desveaux, Théâtre du Lucernaire
- 2014-2016 : Brûlez-la! Zelda la Magnifique de Christian Siméon, mise en scène Michel Fau, Festival de Figeac, Théâtre du Rond-Point
- 2018 : Le Tartuffe de Molière, mise en scène Gérald Garutti, Theatre Royal Haymarket
- 2019 : Les Tables tournantes de Mirabelle Rousseau, Théâtre d'Ivry Antoine Vitez
- 2020 : Trahisons de Harold Pinter, mise en scène Michel Fau, Théâtre de la Madeleine

## Distinctions
- Festival de la fiction TV de La Rochelle 2007 : meilleur second rôle féminin pour Les Cerfs-Volants[5]